# Петър Детев
Петър Детев е български учен, археолог-праисторик, професор.

## Биография
Петър Детев проучва теренно над 350 селищни могили, а сондажно и цялостно разкопава над 40 могили в басейна на река Марица. В българската част на Древна Тракия археологът-праисторик изследва и интерпретира над 140 хиляди открити от него артефакти, представящи периода от края на седмото хилядолетие до Христа. Детев единствен от археолозите счита, че т.нар. траки (всъщност първите жители на Стара Европа) са по-млади генерации на местно, коренно население, дошло в края на палеолита и началото на неолита непосредствено от Мала Азия във времена, когато и Босфора, и Дарданелите не съществували като протоци, а са били сухоземни пътища пред идещите от Африка и Азия наши предци (homo sapiens), оказали се тук носители на първата европейска култура. Могилната култура в Тракия е всъщност първата европейска култура, а късният неолит се е развил като самобитна култура в Тракия, за която Детев използва геолого-географското определение „басейнът на река Марица“.
Аналози на артефактите направени от нашите предци, първите заселници по земите ни в праисторическите епохи се откриват в други части на Европа и света, едва 1000 – 1200 години по-късно Изложбата „Откъде започва историята на Европа“. Това говори за широкото разпространение на първата европейска култура, която още в неолита има своя общ, палеобалкански еднороден образ.
Детев има голям принос в изучаването на могилната култура в Тракия. Той е изложен в негови 2 монографии – „Разкопаница“ и „Прародината на Траките“. Научен принос е и стратиграфията от Детев на могилите в Южна България. Оригиналната му методика за датиране и систематизиране използват след него и други изследователи, изтъкнати специалисти, умеещи да датират по отломки от лесно намиращи се все още керамични фрагменти и каменни оръдия на труда, като ст.н.с. дин Анна Радунчева.
Детев започва работа в РАМ – Пловдив през 1947 година. Там основава праисторическия отдел на музея и остава на работа до смъртта си (септември 1980 г.) Негови са доказателствата, че Пловдив е най-стария град в Европа, за което посмъртно е обявен за почетен гражданин на Пловдив (2000 г.)
На 10 януари 2010 година бе учредена Международната фондация за българско наследство „проф. Петър Детев“ Тя се грижи да събере, систематизира и публикува научното дело на своя патрон. В последните години бяха издадени:
- Тракийските традиции в село Омарчево – Монография на П. Детев за родното му село.[2]
- Възникването на Пловдив – Каталог представящ всички научни визуализации на П. Детев на неговите открития за Пловдив. Каталогът е уникален, неговото хартиено издание се придружава от мобилно приложение разработено с помощта на технологията Разширена реалност (Augmented reality)[3]

Детев е носител на Почетния знак на Пловдив, почетен гражданин на Пловдив (2000 г., посмъртно).

## Йордан Детев
Синът му Йордан Детев издава през 2009 г. „Краят на Тракийската Атлантида“, в която гради хипотеза, че митичната Атлантида е съществувала тук, а Стара Тракия, Родопите и Странджа-Сакар са оцелялата ѝ част. Останалата е загинала, потопена при катаклизма превърнал архаичното сладководно езеро в днешното Черно море. Впрочем резултатът от сблъсъка между Евразийската и Африканската тектонични плочи довел до появата на последните нови вътрешни морета – Черно и Азовско, е продължение на действията на Атлантическата водна плоча. В продължение на милиони години – начиная от Бискайския залив, тя се възползва от сблъсъците на противостоящите си Eвразийска и Африканска плочи, за да потопява части от тях, изравнявайки ги с водите си. В този катаклизъм обаче резултатът тогава бил не само образуването на водните протоци при Дарданелите и Босфора, не само заливането на огромни сухоземни крайречни територии, но и потъването на „острова“, наречен от Платон с името Атлантида. Не е ясно разбира се, какво е имал предвид Платон – остров или (Балканския) полуостров.